# Uroš Tripković
Uroš Tripković (in serbo Урош Трипковић?; Čačak, 11 settembre 1986) è un ex cestista serbo che giocava come guardia tiratrice o playmaker.

## Carriera

### Club
Alto 197 cm per 84 kg, ha cominciato a giocare a pallacanestro nel club della sua città natale, il Borac Čačak, squadra che milita nella massima serie serba. Difendendo i colori del Borac ha vinto il campionato serbo giovanile; nella stessa stagione fu anche proclamato l'MVP del torneo.
Nell'estate del 2002 è arrivato al Partizan Belgrado. Ha giocato per la selezione cadetta e giovanile del Partizan ed allo stesso tempo giocava anche per la prima squadra. Con il Partizan ha vinto 6 campionati serbi consecutivi (dal 2002 in poi), inoltre nella stagione 2006-07 ha raggiunto la seconda fase dell'Eurolega. Nella stagione 2007-08 ha raggiunto invece i quarti di finale dell'Eurolega. Nelle stagioni 2006-07 e 2007-08 ha vinto con il Partizan anche la Lega Adriatica, il torneo che si disputa tra le migliori squadre dei paesi dell'ex Jugoslavia.

### Nazionale
Ha più volte vestito la divisa della Nazionale serba (e serbomontenegrina). Con la selezione del suo paese ha preso parte al Mondiale 2006 in Giappone, conclusosi per i serbi al primo turno.

## Palmarès
- YUBA liga: 4

Partizan Belgrado: 2002-03, 2003-04, 2004-05, 2005-06
- Campionato serbo: 3

Partizan Belgrado: 2006-07, 2007-08, 2008-09
- Coppa di Serbia: 2

Partizan Belgrado: 2008, 2009
- Coppa di Turchia: 1

Fenerbahçe Ülker: 2012-2013
- Lega Adriatica: 3

Partizan Belgrado: 2006-07, 2007-08, 2008-09